# Адміністративний устрій Калуського району
Адміністративний устрій Калуського району — адміністративно-територіальний устрій Калуського району Івано-Франківської області на 1 міську, 2 селищні, 2 сільські громади та 10 сільських рад, які об'єднують 54 населені пункти і підпорядковані Калуській районній раді. Адміністративний центр — місто Калуш, яке є містом обласного значення та не входить до складу району.

## Список громадКалуського району
- Брошнів-Осадська селищна громада
- Верхнянська сільська громада
- Войнилівська селищна громада
- Калуська міська громада
- Новицька сільська громада

## Список радКалуського району
| №  | Назва                            | Центр                 | Населені пункти                             | Площа км² | Місце за площею | Населення (2001), осіб. | Місце за населенням |
| -- | -------------------------------- | --------------------- | ------------------------------------------- | --------- | --------------- | ----------------------- | ------------------- |
| 1  | Боднарівська сільська рада       | с. Боднарів           | с. Боднарів                                 | 13.9      | 22              | 2431                    | 8                   |
| 2  | Голинська сільська рада          | с. Голинь             | с. Голинь                                   | 19.37     | 18              | 5109                    | 2                   |
| 3  | Завійська сільська рада          | с. Завій              | с. Завій с. Грабівка                        | 45.23     | 2               | 3108                    | 5                   |
| 4  | Копанківська сільська рада       | с. Копанки            | с. Копанки                                  | 25.4      | 9               | 2052                    | 14                  |
| 5  | Луківська сільська рада          | с. Лука               | с. Лука с. Діброва с. Цвітова               | 11.09     | 24              | 1128                    | 27                  |
| 6  | Пійлівська сільська рада         | с. Пійло              | с. Пійло с. Довге-Калуське                  | 16.36     | 21              | 3022                    | 6                   |
| 7  | Ріп'янська сільська рада         | с. Ріп'янка           | с. Ріп'янка с. Мислів с. Яворівка           | 36.79     | 4               | 1823                    | 17                  |
| 8  | Сівко-Войнилівська сільська рада | с. Сівка-Войнилівська | с. Сівка-Войнилівська с. Довжка с. Мошківці | 27.59     | 6               | 1168                    | 26                  |
| 9  | Томашівська сільська рада        | с. Томашівці          | с. Томашівці с. Перекоси                    | 38.5      | 3               | 2114                    | 13                  |
| 10 | Тужилівська сільська рада        | с. Тужилів            | с. Тужилів                                  | 9.87      | 25              | 1795                    | 18                  |

* Примітки: м. — місто, смт — селище міського типу, с. — село, с-ще — селище